# Daniel Samy
Daniel Samy (* 8. November 1943 in Beaune-les-Mines) ist ein ehemaliger französischer Radrennfahrer.

## Sportliche Laufbahn
Samy war Straßenradsportler und im Bahnradsport aktiv. Er begann 1962 im Verein CRC Limousin mit dem Radsport. 1966 wurde er hinter Claude Perrotin Zweiter in der Tour de Corrèze. 1967 wurde er Gesamtsieger der Tour des Combrailles und gewann eine Etappe der Rundfahrt. In der Tour de l’Avenir und in der Route de France holte jeweils einen Etappensieg. In der Route de France wurde er Dritter. 1971 gewann er die Tour du Livradois mit einem Tageserfolg und zwei Etappen im Circuit de Saône-et-Loire. 1973 und 1974 gewann er den Circuit boussaquin.
Von 1968 bis 1969 fuhr er als Berufsfahrer im Radsportteam Peugeot. Danach startete er wieder als Amateur. Den Giro d’Italia 1968 beendete er auf dem 76. Platz.